# Vraneši (Vrnjačka Banja)
Pour les articles homonymes, voir Vraneši.
Vraneši (en serbe cyrillique : Вранеши) est une localité de Serbie située dans la municipalité de Vrnjačka Banja, district de Raška. Au recensement de 2011, elle comptait 1 400 habitants.
Vraneši est officiellement classé parmi les villages de Serbie.

## Démographie

### Évolution historique de la population
| 1948  | 1953  | 1961  | 1971  | 1981  | 1991  | 2002  | 2011  |
| ----- | ----- | ----- | ----- | ----- | ----- | ----- | ----- |
| 1 409 | 1 415 | 1 432 | 1 487 | 1 550 | 1 529 | 1 418 | 1 400 |

|  |